# Nymphon pleodon
Nymphon pleodon is een zeespin uit de familie Nymphonidae. De soort behoort tot het geslacht Nymphon. Nymphon pleodon werd in 1962 voor het eerst wetenschappelijk beschreven door Stock. 